# Hermódoro
Hermódoro (em grego antigo Ἑρμόδωρος) foi um discípulo de Platão (século IV a.C.).

## Biografia
Hermódoro era originário de Siracusa, na Sicília; rapidamente se tornou um aluno mal visto dentro da Academia, pois foi acusado de fazer um mau comércio na filosofia, ao plagiar e vender os cursos de seu mestre na Sicília. Essa história se tornou proverbial na frase logoisin Hermodoros emporeuetai, "Hermódoro está viajando em logoi", no significado de que Hermódoro faz da filosofia uma mercadoria em suas viagens, ou "Hermódoro barganha palavras"; o provérbio foi utilizado também por Cícero.

Para Théophile Obenga, a realidade da viagem de Platão ao Egito é tema de vários outros testemunhos antigos, além do de Estrabão. Certamente, muitos desses depoimentos foram muito posteriores ao suposto momento da referida viagem. Mas o de Hermódoro relatado por Diógenes Laércio é contemporâneo, sendo o autor, além disso, um membro da Academia de Platão:
Na idade de vinte e oito, de acordo com Hermódoro, Platão foi a Mégara, com Euclides, acompanhado por alguns outros alunos de Sócrates (já morto). Então ele foi para Cirene em uma visita ao matemático Teodoro, dali à Itália para ver os filósofos pitagóricos Filolau e Eurito, e dali ao Egito para ver aqueles que interpretavam a vontade dos deuses; e diz-se de Eurípides tê-lo acompanhado até lá.
Conforme diz A. E. Taylor:
Hermódoro, um membro original da Academia de Platão, afirmou que no momento os amigos de Sócrates se sentiam em perigo logo após sua morte, e que Platão em particular, com outros, retirou-se por um tempo para a cidade vizinha de Mégara sob a proteção de Euclides daquela cidade, um filósofo que estava entre os amigos estrangeiros presentes na morte de Sócrates e combinou certos princípios socráticos com o eleatismo de Parmênides.

## Filosofia
O que é multiplicidade para Espeusipo torna-se para Xenócrates a díade indefinida e a primeira multiplicidade; para Hermódoro, é um movimento desigual ou instável. Nos fragmentos de Hermódoro preservados por Simplício em Comentários sobre a Física de Aristóteles, citando Porfírio, das citações de Dercílides:
Das coisas que são, algumas são ditas absolutas (kath' auta, existentes em si mesmas), como 'homem' ou 'cavalo', outras alio-relativas (kath' hetera, existentes em outras), e destas, algumas têm relação a opostos, como por exemplo 'bom' e 'mau', outras a correlativos e, destas, algumas a correlativos definidos, outras a indefinidos. (...) e aquelas coisas que são descritas como sendo 'grandes' em oposição a 'pequenas' são todas caracterizadas por mais e menos; pois é possível ser maior e menor ao infinito; e da mesma maneira o que é mais amplo e estreito, e mais pesado e mais leve, e tudo o que pode ser descrito em termos semelhantes, se estenderá ao infinito. Essas coisas, por outro lado, que são descritas como 'iguais' e 'estáveis' e 'harmoniosas' não são caracterizadas por mais e menos, enquanto os opostos a essas têm esse caráter. Pois é possível que algo seja mais desigual do que qualquer outra coisa desigual, e mais móvel do que outra coisa móvel, e mais desarmônico do que outra coisa desarmônica, de modo que, no caso de cada um desses pares, todos exceto o elemento unitário (no meio) possuem maioridade e menoridade. Assim, tal entidade pode ser descrita como instável e sem forma e ilimitada e não-existente, em virtude da negação da existência. Tal coisa não deve ser creditada com nenhum princípio originário (arkhê) ou essência (ousia), mas deve ser deixada suspensa em uma espécie de indistinção; pois ele mostra que, assim como o princípio criativo é a causa no sentido estrito e distinto, assim também é um primeiro princípio. A matéria (hyle), por outro lado, não é um princípio. E é por isso que Platão e seus seguidores dizem que existe apenas um único primeiro princípio.
Hermódoro parece ter se ocupado com a história, pois sabemos que ele falava de Platão e de Sócrates; e Diógenes Laércio cita como uma fonte:
Dos magos, o primeiro dos quais foi Zoroastro o persa, até a captura de Troia, Hermódoro, o platônico, diz que foram cinco mil anos. Xanto, o Lídio, por sua vez, diz que houve seis mil anos de Zoroastro até a travessia de Xerxes e que depois dele sucederam muitos magos, que tinham nome: Ostanes e Astrâmpsico, Gôbrias e Pazatas, até a aniquilação dos persas por Alexandre.
Temos dois títulos de obras atribuídas a Hermódoro:
- Sobre a Matemática (em grego:  Περὶ μαθημάτων)
- Sobre Platão (em grego:  Περὶ πλάτωνος)[12]